# Big Mama Thornton with the Muddy Waters Blues Band
Albums de Big Mama Thornton
Big Mama Thornton in Europe
(1965)
Big Mama Thornton with the Muddy Waters Blues Band est un album de la chanteuse de blues Big Mama Thornton (Willie Mae Thornton de son vrai nom), sorti en 1966.
Sur cet album, Big Mama Thornton est accompagnée du Muddy Waters Blues Band.

## Historique
En 1966, Big Mama Thornton n'était pas encore très connue aux États-Unis, excepté sa version rhythm and blues de Hound Dog en 1953, trois ans avant Elvis Presley,.
Chris Strachwitz, fondateur et président du label Arhoolie, venait de l'accompagner en Europe et il l'avait enregistrée à Londres, accompagnée par Buddy Guy et d'autres musiciens de Chicago,.
Mais il voulait l'enregistrer en studio : il proposa à Muddy Waters d'accompagner Big Mama Thornton pour cet enregistrement,. Muddy Waters accepta et amena James Cotton (harmonica), Otis Spann (piano), Sammy Lawhorn (guitare), Luther Johnson (basse) et Francis Clay (batterie).
Produit par Chris Strachwitz, l'album est enregistré le 25 avril 1966 au studio Coast Recorders à San Francisco en Californie et publié par Arhoolie, le label de Strachwitz.

## Liste des morceaux
Le disque original de 1966 comportait 10 morceaux. La version publiée en 2004 par Arhoolie contient comme bonus tracks les morceaux inédits 11 à 17.
| 1.       | I'm Feeling Alright                | W. M. Thornton                       |  |
| 2.       | Sometimes I have a Heartache       | W. M. Thornton                       |  |
| 3.       | Black Rat                          | arr. W. M. Thornton & Minnie Lawlars |  |
| 4.       | Life Goes On                       | Morris & Williams                    |  |
| 5.       | Everything Gonna Be Alright        | W. M. Thornton                       |  |
| 6.       | Big Mama's Bumble Bee Blues        | arr. W. M. Thornton & Minnie Lawlars |  |
| 7.       | Gimme A Penny                      | J.Moore & T Rhone                    |  |
| 8.       | Looking the World Over             | Ernest Lawlars                       |  |
| 9.       | I Feel The Way I Feel              | W. M. Thornton                       |  |
| 10.      | Guide Me Home                      | W. M. Thornton                       |  |
| 11.      | Black Rat (take 2)                 | arr. W. M. Thornton & Minnie Lawlars |  |
| 12.      | Wrapped Tight                      | W. M. Thornton                       |  |
| 13.      | Gimme A Penny (take 5)             | J.Moore & T Rhone                    |  |
| 14.      | Big Mama's Shuffle                 | W. M. Thornton                       |  |
| 15.      | Since I Fell for You               | W. M. Thornton                       |  |
| 16.      | I'm Feeling Alright (fast version) | W. M. Thornton                       |  |
| 17.      | Big Mama's Blues (My Love)         | W. M. Thornton                       |  |
| 01:03:40 |                                    |                                      |  |

## Musiciens
- Big Mama Thornton : chant, batterie sur Everything Gonna Be Alright, harmonica sur Big Mama's Shuffle et Big Mama's Blues
- Muddy Waters : guitare électrique
- James Cotton : harmonica
- Otis Spann : piano
- Samuel Lawhorn : guitare
- Luther Johnson : guitare basse
- Francis Clay : batterie